# Gaetano Troina
Gaetano Troina (Borgo Maggiore, 14 de febrero de 1987) es un político sanmarinense, secretario general del partido político Domani Motus Liberi, miembro del Gran Consejo General y Capitán Regente de San Marino desde el 1 de octubre de 2023 hasta el 1 de abril de 2024 junto a Filippo Tamagnini.

## Biografía
Troina nació en Borgo Maggiore. Es abogado y estudió derecho en la Universidad de Bolonia. Troina se convirtió en uno de los miembros fundadores del partido Domani Motus Liberi el 28 de abril de 2018. Participó en las elecciones generales de San Marino de 2019 y fue elegido miembro del Gran Consejo General. En septiembre de 2023 fue designado por su partido como el próximo Capitán Regente (jefe de gobierno de San Marino).